# Nandura
Nandura (o Nandur Buzruk, Nandura Buzruk) è una città dell'India di 37.470 abitanti, situata nel distretto di Buldhana, nello stato federato del Maharashtra. In base al numero di abitanti la città rientra nella classe III (da 20.000 a 49.999 persone).

## Geografia fisica
La città è situata a 20° 49' 60 N e 76° 27' 0 E e ha un'altitudine di 261 m s.l.m..

## Società

### Evoluzione demografica
Al censimento del 2001 la popolazione di Nandura assommava a 37.470 persone, delle quali 19.089 maschi e 18.381 femmine. I bambini di età inferiore o uguale ai sei anni assommavano a 5.412, dei quali 2.762 maschi e 2.650 femmine. Infine, coloro che erano in grado di saper almeno leggere e scrivere erano 25.825, dei quali 14.427 maschi e 11.398 femmine.